# 荒井寛方
荒井 寛方（あらい かんぽう、明治11年（1878年）8月15日 - 昭和20年（1945年）4月16日）は、近代の日本画家。本名は寛十郎。栃木県塩谷郡氏家町（現在のさくら市）生まれ。院展同人。

## 略歴
紋所や提灯の上絵を描く家に生まれる。父・藤吉は素雲と号し、瀧和亭に師事して南画を学んでいた。明治32年（1899年）瀧和亭の勧めで水野年方に入門、歴史画・風俗画を学ぶ。翌年、年方から「寛方」の号を与えられ、同門の四天王の一人と称される。明治34年（1901年）第10回日本絵画協会共進会に風俗画「温和」を出品し、2等褒状を受け、以後同会で受賞を重ねる。翌35年（1902年）国華社へ入社、同社出版の古美術雑誌『国華』で掲載する木製複製図版用に、仏画模写の仕事を通じて画家として修練を積んだ。この頃、木版口絵も描いている。第一回文展に「菩提樹下」が入選し、第二回から第四回展まで連続受賞。この頃巽画会や紅児会にも参加し、原三渓の庇護を受ける。
大正3年（1914年）再興第一回院展で「暮れゆく秋」（さくら市ミュージアム蔵）を出品し、院友となる。翌年、第二回展の「乳糜供養」では、スジャーターが粥を釈迦に捧げる場面を描いて、院の東洋主義的理想とも合致し、中村岳陵・冨田溪仙と共に同人に推される。以後は院展で活躍した。大正5年（1916年）詩人のラビンドラナート・タゴールに招かれて、ビチットラ美術学校の絵画教授としてインドに渡り、アジャンター石窟群の壁画などを模写。大正7年（1918年）帰国後は、仏教関連に多く題材を得て院展を中心に作品を発表、「仏画の寛方」と呼ばれ、大正期院展の傾向であるインド的趣向の代表者として認められた。
大正13年（1924年）から翌年にかけて、中国を訪問。この頃から画風が変わり、伝統的な日本の古典に取材するようになる。大正15年（1926年）、渡欧しローマの遺跡などを訪問。昭和15年（1940年）から法隆寺金堂壁画の模写事業の主任画家に選ばれ、春秋は斑鳩の里の阿彌陀院に住み模写に力を注いだが、昭和20年福島県郡山駅で急逝し、完成を見ることはなかった。

## 作品

### 口絵
- 「袴垂保輔」 桃川実作 三芳屋版 明治35年
- 「鬼童丸」 桃川実作 三芳屋版 明治36年
- 「笊屋名主青砥政談」 三芳屋版 明治36年

### 日本画
| 作品名               | 技法     | 形状・員数 | 寸法（縦x横cm）   | 所有者                 | 年代              | 出品展覧会             | 落款・印章 | 備考 |
| -------------------- | -------- | ---------- | ----------------- | ---------------------- | ----------------- | ---------------------- | ---------- | ---- |
| 乳糜供養             | 絹本著色 | 六曲一隻   | 129.9x253.0       | 東京国立博物館         | 1915年（大正4年） | 第二回再興日本美術院展 |            |      |
| 玄奘と太宗           | 紙本著色 | 四曲一隻   |                   | 栃木県立美術館         | 1927年（昭和2年） | 再興第14回院展         |            |      |
| 羅浮仙               | 絹本著色 | 六曲一隻   |                   | 横浜美術館             | 1927年（昭和2年） |                        |            |      |
| 玄奘と太宗           | 紙本著色 | 四曲一隻   |                   | 栃木県立美術館         | 1927年（昭和2年） | 再興第14回院展         |            |      |
| 龍虎図               | 紙本著色 | 二曲一双   | 168.8x181.2（各） | 栃木県立美術館         | 1931年（昭和6年） | 再興第18回院展         |            |      |
| 富岡製糸場行啓       |          |            |                   | 明治神宮聖徳記念絵画館 |                   |                        |            |      |
| 当麻寺天井画         |          |            |                   |                        |                   |                        |            |      |
| 竹生島弁天壁画       |          |            |                   |                        |                   |                        |            |      |
| 日光東照宮社務所壁画 |          |            |                   |                        |                   |                        |            |      |